# Eochaid mac Eirc
Eochaid mac Eirc ['eoxiðʼ mak erʼkʼ] („Eochaid [=Pferd], Sohn des Himmels“, modernes Irisch: Eochaidh) ist der Name einer Sagengestalt aus der irischen Mythologie.
Im Lebor Gabála Érenn („Buch der Landnahme Irlands“) wird Eochaid mac Eirc als letzter König der Firbolg genannt. Als erster Herrscher etabliert er ein Gesetzwesen und wird berühmt durch seine gerechten Urteile. Obwohl in seiner Regierungszeit kein starker Regen fällt, sondern nur sanfter Tau, kann jedes Jahr eine reichliche Ernte eingebracht werden. Sein Vater Rinnal, König vor ihm, soll die Speerspitzen erfunden und in Irland eingeführt haben (altirisch: rind, rinn, „[Speer-]Spitze“), unter Eochaid wird aber ihr Gebrauch auf Grund des andauernden Friedens wieder vergessen.
Nach seiner Gattin Tailtiu benennt er seinen Herrschersitz Tailtinn (heute Teltown, County Meath), wo er jährlich im August ein großes Fest abhält. Daraus ging nach Tailtus Tod das Fest Lammas (Lughnasadh) hervor. Nach einer zehnjährigen Herrschaft Eochaids kommt es bei der Eroberung der Insel Irland durch die Túatha Dé Danann zur (Ersten Schlacht von Mag Tuired). Erschöpft und durstig wird er bei der Suche nach Wasser von der Morrígan überrascht und erschlagen.